# 阿扎铁路
阿扎铁路，是一条从内蒙古自治区阿荣旗通往扎兰屯市的铁路，全长59.6千米，由哈尔滨铁路局运营。

## 历史
阿扎铁路工程计划总投资约8亿元人民币，由哈尔滨铁路局、中铁资源有限公司、东兆长泰投资集团、阿荣旗蒙西水泥有限公司等四家出资公司投资，并向银行商业贷款进行建设。2008年8月末进行了工程可行性研究批复和初步设计评审，相关人员随后进入现场，开展开工前的各项准备工作。同年12月，铁道部批复了阿扎铁路可行性研究报告。2009年6月2日，阿扎铁路正式开工建设。目前该铁路已经完工，于2013年12月实现列车试运行。2016年4月1日铁路正式开通货运运营。